# Kunreišiki rómadži
Kunreišiki rómadži (訓令式ローマ字, přepis kureišiki: Kunreisiki rômazi, v překladu romanizace podle kabinetního nařízení) je systém transkripce japonštiny do latinky. Protože je vyučován jako první v japonských školách, bývá někdy označován jako systém Monbušó (systém ministerstva školství). Systém byl vytvořen úpravou systému nihonšiki rómadži roku 1937 a publikován nařízením japonského kabinetu (kabinetní nařízení je japonsky 訓令, kunrei) z 21. září 1937. Od té doby (s jistou přestávkou během americké okupační správy v letech 1945–1954) je kunreišiki oficiálním transkripčním systémem pro japonštinu v Japonsku. V roce 1989 byl tento systém přijat jako standard ISO s označením ISO 3602.
V Japonsku vedle sebe existují dva značně produktivní systémy transkripce, kunreišiki/nihonšiki a Hepburnův přepis (kunreišiki je oficiální, ale zároveň jsou umožněny rozsáhlé výjimky, kde se používá Hepburna, který žádné oficiální postavení nemá). Je to výsledek táhlého sporu jedné skupiny poukazující na praktičnost Hepburnova systému a na druhé straně nacionální skupiny odmítající systém navržený Američanem.
| Převodní tabulka mezi systémy Kunreišiki a Hiragana. |         |         |        |        |            |            |            |
| あ a                                                 | い i    | う u    | え e   | お o   |            |            |            |
| か ka                                                | き ki   | く ku   | け ke  | こ ko  | きゃ kya   | きゅ kyu   | きょ kyo   |
| さ sa                                                | し si   | す su   | せ se  | そ so  | しゃ sya   | しゅ syu   | しょ syo   |
| た ta                                                | ち ti   | つ tu   | て te  | と to  | ちゃ tya   | ちゅ tyu   | ちょ tyo   |
| な na                                                | に ni   | ぬ nu   | ね ne  | の no  | にゃ nya   | にゅ nyu   | にょ nyo   |
| は ha                                                | ひ hi   | ふ hu   | へ he  | ほ ho  | ひゃ hya   | ひゅ hyu   | ひょ hyo   |
| ま ma                                                | み mi   | む mu   | め me  | も mo  | みゃ mya   | みゅ myu   | みょ myo   |
| や ya                                                | (i)     | ゆ yu   | (e)    | よ yo  |            |            |            |
| ら ra                                                | り ri   | る ru   | れ re  | ろ ro  | りゃ rya   | りゅ ryu   | りょ ryo   |
| わ wa                                                | ゐ (i)  | (u)     | ゑ (e) | を (o) |            |            |            |
|                                                      |         |         |        |        |            |            |            |
| が ga                                                | ぎ gi   | ぐ gu   | げ ge  | ご go  | ぎゃ gya   | ぎゅ gyu   | ぎょ gyo   |
| ざ za                                                | じ zi   | ず zu   | ぜ ze  | ぞ zo  | じゃ zya   | じゅ zyu   | じょ zyo   |
| だ da                                                | ぢ (zi) | づ (zu) | で de  | ど do  | ぢゃ (zya) | ぢゅ (zyu) | ぢょ (zyo) |
| ば ba                                                | び bi   | ぶ bu   | べ be  | ぼ bo  | びゃ bya   | びゅ byu   | びょ byo   |
| ぱ pa                                                | ぴ pi   | ぷ pu   | ぺ pe  | ぽ po  | ぴゃ pya   | ぴゅ pyu   | ぴょ pyo   |